# Élections municipales cambodgiennes de 2022
Les élections municipales cambodgiennes de 2022 ont lieu le 5 juin 2022 afin de renouveler pour cinq ans les membres des conseils municipaux du Cambodge. Le scrutin est une large victoire pour le Parti du peuple cambodgien au pouvoir, qui remporte plus de 80 % des sièges de conseillers, et une déception pour le Parti de la bougie, qui ne parvient à s'imposer malgré l'obtention de la quasi-totalité des sièges restants.